# Mats Malm

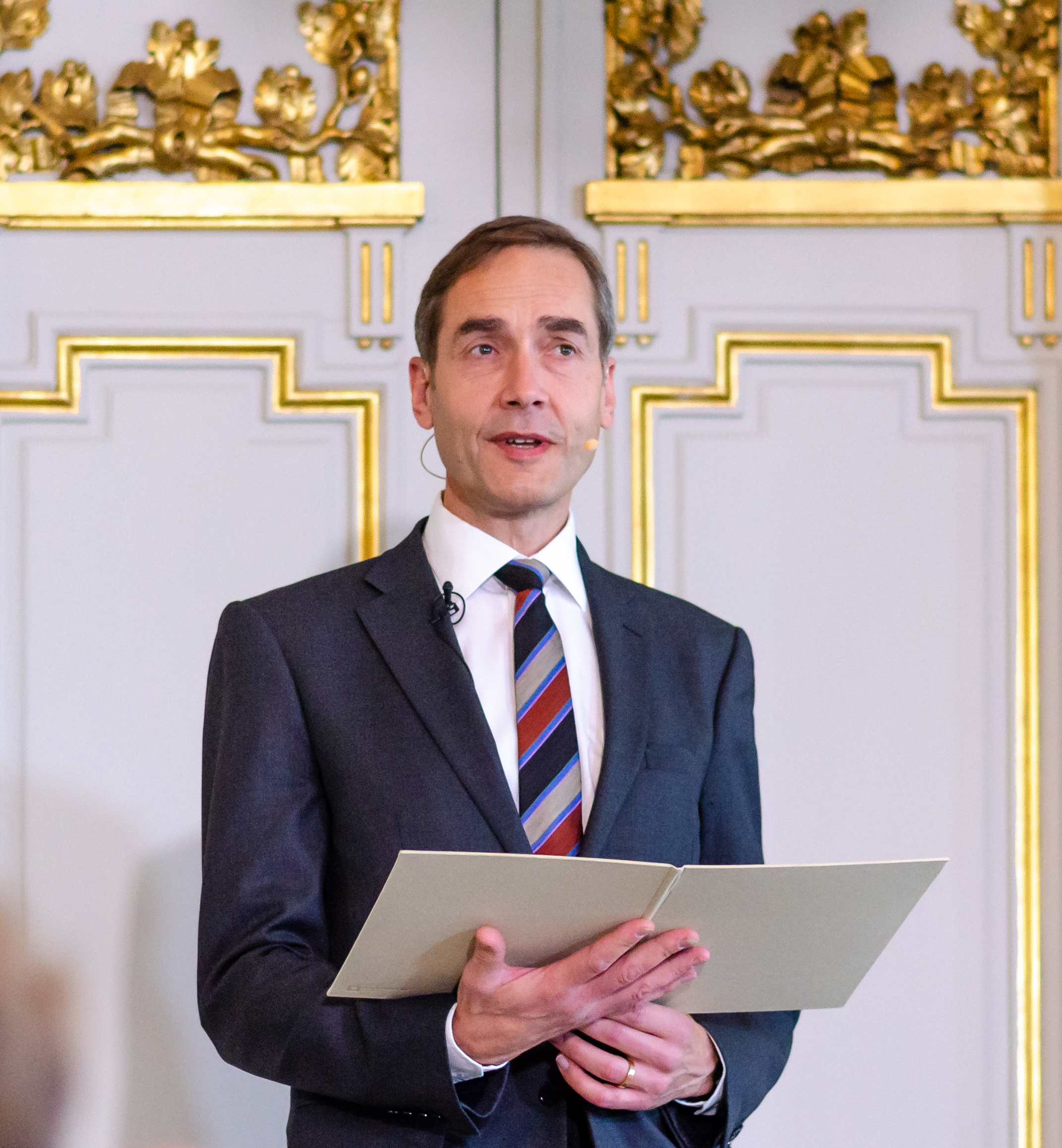
Mats Malm tillkännager att författaren Annie Ernaux får Nobelpriset i litteratur 2022.

Mats Ulrik Malm, född 10 maj 1964 i Lunds domkyrkoförsamling, Malmöhus län, är en svensk litteraturvetare och översättare. Sedan 2018 är han ledamot av Svenska Akademien och från och med 1 juni 2019 dess ständige sekreterare.

## Biografi
Mats Malm bodde som barn i Australien där fadern arbetade som arkitekt. Familjen, föräldrar och två syskon, återvände till Sverige när han var sju år. Under gymnasietiden blev Malm intresserad av att studera språk. Efter gymnasiet började han läsa latin vid Göteborgs universitet och kombinerade det efter ett tag med studier i litteraturvetenskap.
Mats Malm disputerade 1996 vid Göteborgs universitet på en avhandling om göticismen; Minervas äpple: Om diktsyn, tolkning och bildspråk inom nordisk göticism. År 1998–1999 var han gästprofessor vid Johann Wolfgang Goethe-Universität i Frankfurt am Main. Mats Malm är professor i litteraturvetenskap vid Göteborgs universitet sedan 2004. Han har också varit professor hos Institutt for kulturstudier og orientalske sprog vid Universitetet i Oslo. Malm har även varit ordförande i Beredningsgruppen för infrastruktur hos Riksbankens Jubileumsfond. 
Malm har skrivit böcker om bland annat den tidiga romanen i Sverige och hur läsningen av litterära verk har förändrats över tid. Som översättare har han givit ut isländska sagor och tillsammans med Karl G. Johansson översatt Snorres Edda. Han har även varit redaktör för flera litteraturvetenskapliga antologier. Malm arbetar med digitalisering av svensk litteratur som föreståndare för Litteraturbanken och ledare för projektet Svensk prosafiktion 1800–1900.
Sedan 2012 är han ledamot i Kungliga Vitterhets Historie och Antikvitets Akademien. Mats Malm valdes den 18 oktober 2018 in i Svenska Akademien, där han efterträdde Klas Östergren på stol nr 11. Sedan 1 juni 2019 är han Svenska Akademiens ständige sekreterare. År 2019 kallades Malm till utländsk ledamot av Finska Vetenskaps-Societeten.
Mats Malm är gift med Gunilla Hermansson (född 1974), professor i litteraturvetenskap vid Göteborgs universitet.

### Översättningar
- Götriks saga: en fornaldarsaga (Gautreks saga) (Samspråk, 1990)
- Gisle Surssons saga (Gísla saga Súrssonar) (Fabel, 1993)
- Carl Jonas Love Almqvist: Om François Rabelais' liv och skrifter (De vita et scriptis Francisci Rabelæsi) (Litteraturvetenskapliga institutionen, Göteborgs universitet, 1993)
- Snorre Sturlasson: Snorres Edda (Edda) (översatt tillsammans med Karl G. Johansson) (Fabel, 1997)
- Gunnlaug Ormstungas saga (Gunnlaugs saga Ormstungu) (Saga forlag Reykjavik, 2014)
- Hrafnkel Freygodes saga (Hrafnkels saga Freygoða) (Saga forlag Reykjavik, 2014)

## Priser och utmärkelser
- 2010 – Schückska priset